# Discografia di Brendan Croker
Quella che segue è la discografia di Brendan Croker.

## Brendan Croker & the 5 O'Clock Shadows
- 1986 - A Close Shave
- 1987 - Boat Trips in the Bay
- 1987 - The Official Bootleg: Brendan Croker & the 5 O'Clock Shadows Live at the Front Page
- 1989 - Brendan Croker and the 5 O'Clock Shadows

## Brendan Croker
- 1990 - Country Blues Guitar
- 1991 - The Great Indoors
- 1995 - Redneck State of the Art
- 1995 - The Kershaw Sessions
- 1996 - Three Chord Lovesongs

## Brendan Croker & The Serious Offenders
- 1992 - Time Off
- 1993 - Made in Europe

## Colonne sonore
- 1988 - On the Big Hill (con Guy Fletcher)

## Altri album
- 1990 - Missing...Presumed Having a Good Time (The Notting Hillbillies)
- 1990 - Lakeside (Dim Subooteyo)
- 2002 - Life Is Almost Wonderful (Kevin Coyne & Brendan Croker)

## Raccolte
- 2000 - Not Just a Hillbilly... More Like a Best of Brendan Croker